# Френетт, Рэй
Жозеф Раймон (Рэй) Френетт (фр. Joseph Raymond Frenette; 16 апреля 1935, Бересфорд, Нью-Брансуик — 13 июля 2018, Шедьяк, Нью-Брансуик) — канадский политик, премьер-министр Нью-Брансуика в 1997—1998 годах, а впоследствии президент коронной корпорации Atomic Energy of Canada.

## Биография
Жозеф Раймон Френетт родился в 1935 году в Бересфорде (Нью-Брансуик) в семье Самюэля Френетта и Бертильды Питр. Получил классическое образование в Батерстском колледже (фр. CCNB-Bathurst) (значительно позже, в 1994 году, Монктонский университет присвоит ему звание почётного доктора политологии), после чего работал агентом по торговле недвижимостью.
Первые шаги в политике Френетт cделал в 1968 году, когда был избран членом городского совета Льюисвилла (ныне часть Монктона). В 1974 году впервые избран в Законодательное собрание Нью-Брансуика от Либеральной партии Нью-Брансуика, представляя в парламенте округ Монктон-Восточный. Успешно переизбирался в Законодательное собрание в 1978, 1982, 1987, 1991 и 1995 годах. С 15 августа 1983 по 4 марта 1984 года выполнял обязанности временного лидера Либеральной партии Нью-Брансуика. В течение 13 лет пребывания либералов в статусе официальной оппозиции провинции Френетт входил в частности в постоянные комитеты законодательного собрания по экономическому развитию, энергетике, бюджету, законодательству, парламентской процедуре и городскому управлению. В теневых кабинетах занимал пост критика правительства в областях финансов, энергетики и городского управления, а в 1979—1980 годах был председателем либеральной фракции в Законодательном собрании. В 1985 году боролся с Фрэнком Маккенной за лидерство в Либеральной партии Нью-Брансуика; в этой кампании на стороне Френетта были симпатии акадийских делегатов партийного съезда, но выиграть он не смог.
В результате победы либералов на провинциальных выборах Френетт был 27 октября 1987 года назначен на посты министра здравоохранения и коммунальных услуг и лидера парламентского большинства. После победы на выборах в 1991 году он сохранил за собой пост лидера парламентского большинства и был назначен председателем совета директоров Энергетической компании Нью-Брансуика. После выборов 1995 года Френетт стал вице-премьером Нью-Брансуика, председателем Исполнительного совета и министром по межпарламентским связям. В Законодательном собрании он возглавил постоянные комитеты по парламентской процедуре и по привилегиям и занимал должность вице-председателя комитета по политике и приоритетам.
В октябре 1997 года, после ухода в отставку лидера Либеральной партии Нью-Брансуика Фрэнка Маккенны, Рэй Френетт был единогласно избран на должность временного председателя партии и стал 28-м премьер-министром Нью-Брансуика. Его пребывание в этих должностях было коротким, и после избрания нового постоянного лидера партии, которым стал Камиль Терьо, Френетт в конце июня 1998 года подал в отставку с поста члена Законодательного собрания. После этого премьер-министр Канады Жан Кретьен назначил его директором коронной корпорации Atomic Energy of Canada; впоследствии Френетт занял пост её президента. Он также занимал руководящие посты в ряде благотворительных и общественных организаций Монктона.
Рэй Френетт умер в возрасте 83 лет в июле 2018 года, оставив после себя жену Арманду, дочь и сына. Похоронен в своём родном Бересфорде